# جون بي. بيل
جون بي. بيل (بالإنجليزية: John B. Bell) هو رياضياتي أمريكي، ولد في 1954.